# Monocasco

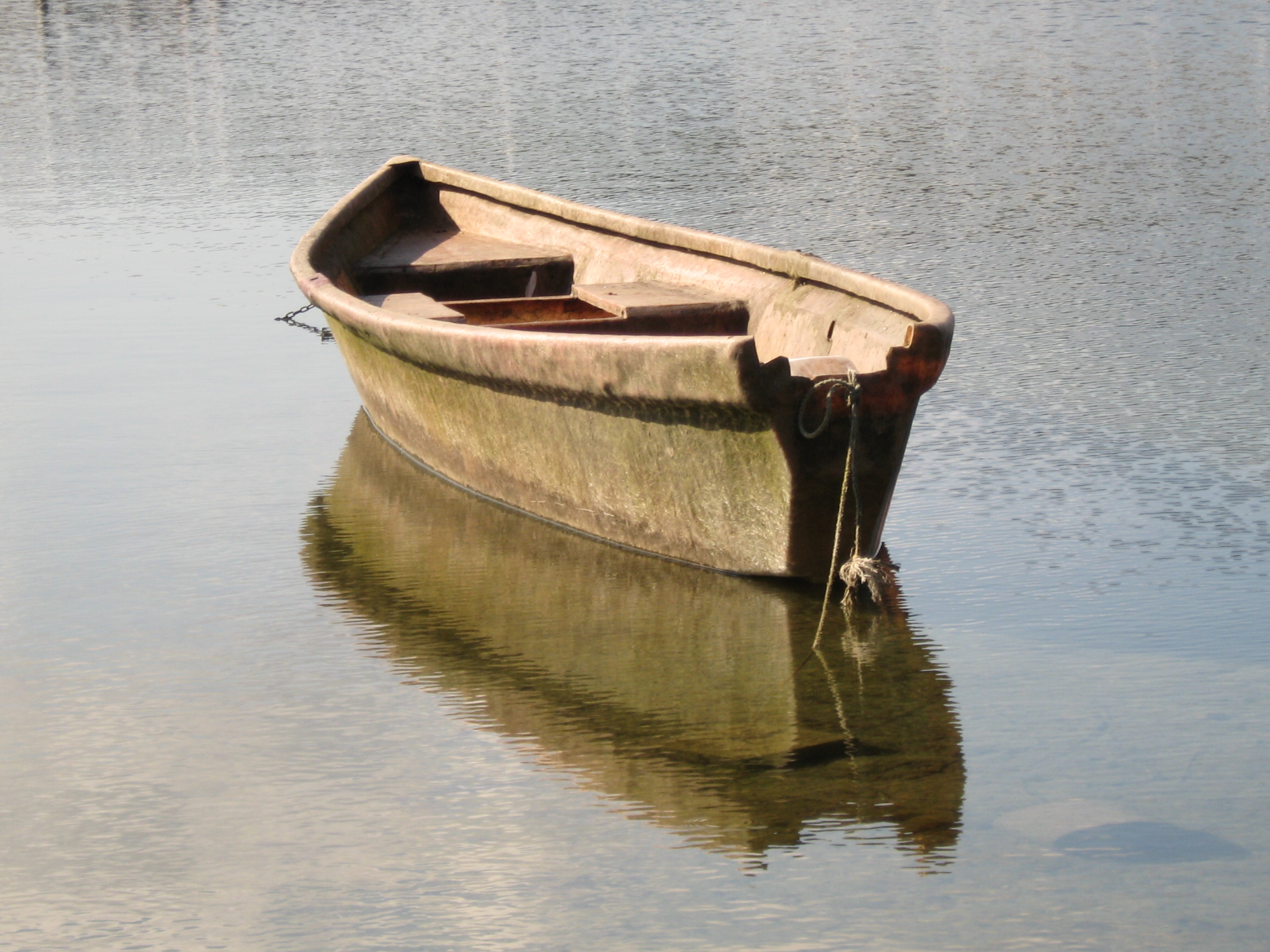
Um exemplo de embarcação monocasco.

O monocasco é um tipo de embarcação que apresenta um casco único. As embarcações que apresentam mais de um casco são chamadas multicasco. 
A designação de "monocasco" também é aplicada aos petroleiros com uma única barreira de separação entre os tanques de óleo e o mar. Estes petroleiros são muito criticados devido à sua fragilidade, podendo causar inúmeros derrames no mar, como foi o caso do navio Prestige.